# マリア・テレーザ・モッタ
マリア・テレーザ・モッタ（ Maria Teresa Motta 、1963年4月19日 - ）は、イタリア出身の柔道選手。現役時代は72kg超級の選手。

## 人物
1982年の世界選手権72kg超級では3位となった。1984年の世界選手権では、決勝で中国の高鳳蓮を破って優勝を果たした。1988年のソウルオリンピック(公開競技)では7位に終わった。

## 主な戦績
(階級表記のない大会は全て72kg超級での成績)
- 1981年 - ドイツ国際　2位
- 1983年 - ヨーロッパ選手権　無差別　3位
- 1981年 - イギリス国際　3位
- 1982年 - 世界選手権　3位
- 1983年 - ドイツ国際　3位
- 1983年 - ヨーロッパ選手権　72kg超級　優勝　無差別　2位
- 1984年 - ヨーロッパ選手権　72kg超級　3位　無差別　2位
- 1984年 - 世界選手権　優勝
- 1984年 - 福岡国際　3位
- 1985年 - ヨーロッパ選手権　3位
- 1987年 - 世界選手権　5位
- 1988年 - イギリス国際　優勝
- 1988年 - ソウルオリンピック　7位